# Viktor Sokolov
Viktor Sokolov (russisk: Ви́ктор Фёдорович Соколо́в) (født 21. november 1928 i Moskva i det Sovjetunionen, død 7. august 2015 i Sankt Petersborg i Rusland) var en sovjetisk filminstruktør.

## Filmografi
- Do budusjjej vesny (До будущей весны, 1960)[1][2]
- Druzja i gody (Друзья и годы, 1965)
- Den solntsa i dozjdja (День солнца и дождя, 1967)